# スコラ
『スコラ』は、グラビアなどを主体とした日本の若年男性向け情報誌。株式会社スコラ、のち株式会社スコラマガジン、有限会社エンカウンターが発行していた。本記事では、雑誌とともにこれらの出版社についても記述する。「スコラ」はスコラマガジンを吸収合併した辰巳出版株式会社の登録商標である。

## 雑誌「スコラ」
雑誌『スコラ』は、1982年に創刊された若年男性向け情報誌である。創刊当初は発行元として株式会社スコラと講談社の両方が記載されていたが、のちに株式会社スコラのみとなり、1999年の株式会社スコラの倒産後には株式会社スコラマガジンが引き継いだ。

### 株式会社スコラ時代
毎月第2・第4木曜日発行の月2回刊であった。内容は、フォトグラビアを中心に新車情報や音楽情報のほか漫画など多岐にわたっており、発行日・内容ともに同じく毎月第2・第4木曜日発行の先発誌である小学館の『GORO』を強く意識した作りであった。当初はフランスの男性誌『lui』と提携し、外国人のヌード・グラビアも掲載していた。この点では『PLAYBOY日本版』という位置づけを持つ『月刊プレイボーイ』との類似性も見いだせる。グラビアについては、『GORO』に連載されていた篠山紀信の『激写』シリーズに対抗して、長友健二による素人ヌード「キミの街の女の子」や野村誠一の「熱風写真館」シリーズが連載された。また、図解付きのセックス特集が売り物であった。
株式会社スコラの倒産に伴い、創刊17周年記念特別号と銘打った1999年4月8日号（通巻第423号）が最後の号となった。

### 株式会社スコラマガジン時代
1999年12月に新装刊第1号（通巻第424号）を発行、毎月1回刊の月刊誌となった。誌面構成は、当初は旧『スコラ』を踏襲していたが、徐々に水着グラビアが中心の雑誌構成となった。2006年8月発刊の2006年9月号をもって通巻500号を達成した。

### 有限会社エンカウンター時代
2007年、『スコラ』編集長であった生井伸彦は、株式会社晋遊舎の子会社として株式会社エンカウンターを設立した。発行元は辰巳出版系のスコラマガジン、編集を晋遊舎系の株式会社エンカウンターが行うという体制をとるに至った。
2010年5月、同月25日発売の2010年7月号をもって廃刊することをブログ上で発表した。

## 株式会社スコラ
1981年、講談社が若年男性向け週刊誌の拡充を狙う目的で、株式会社スコラを設立。主に講談社発行の出版物の編集業務を担っていた。その後、1982年に雑誌『スコラ』が創刊され、以後同社は自社による雑誌・書籍の出版を行った。会社設立当時は販売、宣伝を講談社が担当し、株式会社スコラは編集、広告を担当した。1988年7月以降は、販売、宣伝も株式会社スコラが担当し、事実上の独立をした。創刊当時は『ニュートン』（1981年創刊）や『オムニ』日本語版（1982年創刊）等の科学雑誌の創刊ラッシュが背景にあり、ヌード記事もある大人のためのニュースタイルのサイエンス・マガジンとして計画されており、小説家の渡辺淳一による「渡辺淳一 未来学対談」などの科学記事も連載されていた。他、評論家の立花隆による連載「青春漂流」や時の人をドキュメンタリータッチで描くロングインタビューの連載など、硬派な側面も合わせもった誌面作りとなっていた。毎号20名以上の著名人が入れ替わり立ち替わり書くエッセイ集「スコラ・スクランブル」なども連載された。
最盛期には、『コミックスコラ』『コミックバーガー』（1996年に『コミックバーズ』に誌名変更）などを始めとする漫画雑誌や、書籍、ビデオ、写真集などを出版、デジタルメディアにも進出していた。主力である『スコラ』の売上げ部数が落ち込むようになり業績が悪化、1999年3月に営業を停止し2001年3月に特別清算する形で消滅した。

### 過去に発行していた雑誌
- スコラ（1982年 - 1999年[7]）
- Accele（スコラ＆講談社、1985年 - 1987年[8]）
- コミックスコラ（スコラ＆講談社、1985年 - 1986年[9]）
  - コミックスコラ（1993年 - 1994年[10]）
  - コミックバーガー（1986年 - 1996年[11]）
  - コミックバーズ（1996年 - 1999年[12]）

漫画雑誌『コミックバーズ』と『ルチル』（『コミックバーズ』増刊）は、1999年に編集部がソニー・マガジンズに移籍し、1か月の中断をはさんで復刊[13]。後の2001年にソニー・マガジンズがコミック関連事業から撤退した際には、幻冬舎傘下の幻冬舎コミックスへ移管されて『コミックバーズ』は継続発行され[14]、2015年6月号（4月30日発売号）から『月刊バーズ』に改名。2018年8月号（6月30日発売号）をもって休刊した[15]。
- Lady's comic Hime special（1991年 - 1997年[16]） → ヒメスペシャル（1997年 - 1999年[17]）
  - 上記の増刊号として「恐怖体験」（1993年 - 1995年[18]）
- Lady's comic Sakura（1989年 - 1992年[19]） → Sakura（1992年 - 1999年[20]）
漫画雑誌『Sakura』は、1999年にあおば出版に移行され、2002年に『さくら愛の物語』に改名。2007年のあおば出版の破産後、『サクラ愛の物語』へ誌名を変更してメディアックスから発行されている[21]。
- Sakura mystery（1989年 - 1999年[22]）
漫画雑誌『Sakura mystery』は、1999年にあおば出版に移行され、『サクラミステリー』に改名[23]。2007年のあおば出版の破産後、『ミステリーサラ』へ誌名を変更してグリーンアロー出版社（現・青泉社）から発行されている[24]。

## 株式会社スコラマガジン
1999年、雑誌『スコラ』を継承する新会社として株式会社スコラマガジンを設立。雑誌『スコラ』休刊後も法人として存続し、辰巳出版の傘下企業として、雑誌・書籍の発行やスマートフォンアプリの配信を行っていた。2018年6月にグループ会社の株式会社蒼竜社を吸収合併。2019年4月にグループ会社の株式会社綜合図書と富士美出版株式会社を吸収合併。
2021年6月、辰巳出版株式会社による合併が公告され、権利義務のすべてを承継され、同年8月1日に解散した。

### 雑誌
- パチスロ極（毎月29日発売）

#### 綜合図書より移管
- パチンコ必勝本プラス（旧パチンコ必勝本CLIMAX、毎月20日発売）
- 漫画ローレンス（奇数月28日発売）
- 特選小説（毎月21日発売）

#### 蒼竜社より移管
- パチスロ7（毎月26日発売）

#### 富士美出版より移管
- BugBug（毎月3日発売）
- COMICペンギンクラブ（毎月30日発売）
- COMICペンギンクラブ山賊版 - 電子版のみ。
- 別冊ローレンス（偶数月16日発売）

### コミック
- 富士美コミックス
- スプートニクコミックス[29]

### 小説
- HOLLY NOVELS(ホリーノベルズ)  - 蒼竜社より移管

### アプリ
- アーカーワールド 〜みらいちゃんと天空のルーア〜[30]